# Большое Савино (аэропорт)

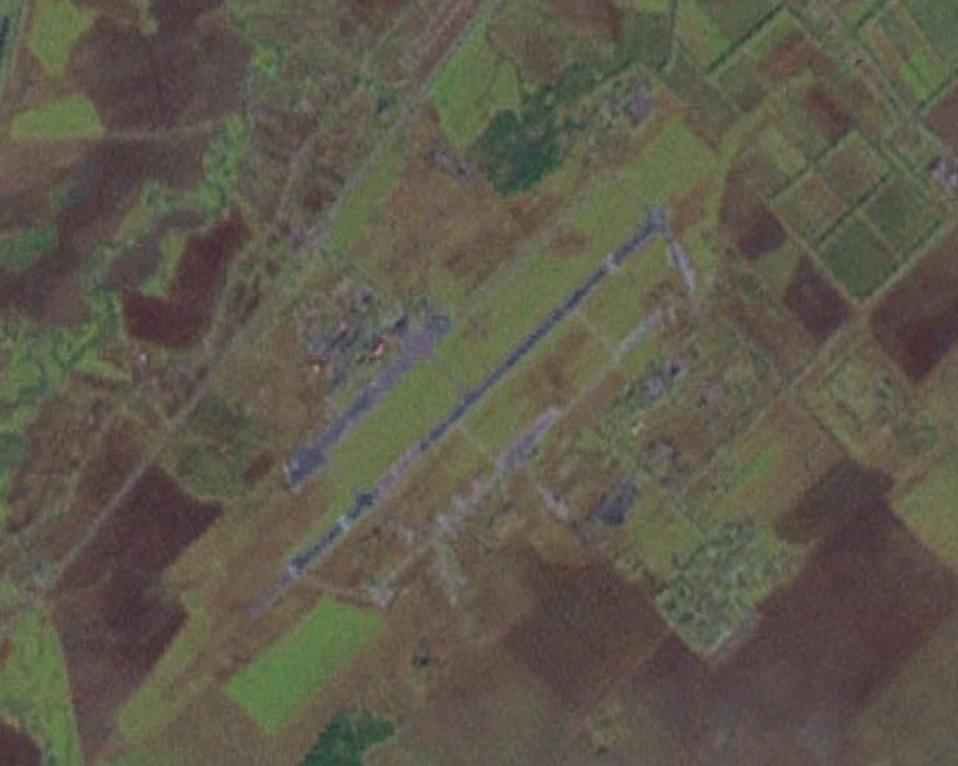
Аэродром Большое Савино

Большо́е Са́вино (ИАТА: PEE, ИКАО: USPP) — международный аэропорт федерального значения города Перми. Как гражданский аэропорт был открыт в 1965 году. Расположен в 17,6 км к юго-западу от центра города на территории Пермского района, вблизи деревни Большое Савино. Официальное название — Пермь (Большое Савино), эксплуатант аэропорта — АО «Международный аэропорт Пермь».

## Общие сведения
Является собственностью Пермского края и эксплуатируется совместно акционерным обществом «Международный аэропорт Пермь» и Министерством обороны России.
На аэродроме дислоцирована военная авиация (69806-2 авиационная группа «Сокол» Минобороны России — истребители МиГ-31).
Единственный аэропорт на территории Пермского края, обслуживающий регулярные пассажирские перевозки. До осени 2001 года также работал аэропорт Березники. До 2006 года в Перми работал второй аэропорт города — Бахаревка, откуда выполнялись рейсы по местным воздушным линиям.

## История
С 1952 года существовал как военный аэродром — место базирования 764-го истребительного авиационного полка «Сокол» (В/Ч № 31533). Некоторое время частью командовал полковник Вильямсон.
1 мая 1960 года военные лётчики 764 иап Борис Грайрович Айвазян и Сергей Иванович Сафронов участвовали в перехвате самолёта-разведчика U-2, пилотируемого Фрэнсисом Пауэрсом. Взлетев с аэродрома авиабазы «Сокол», МиГ-19, после дозаправки в Кольцово, были подняты на перехват нарушителя и попали под огонь советской ПВО. В результате Сергей Сафронов погиб.
Военный аэродром в середине 1960-х годов был дооборудован в связи с ограниченными возможностями и отсутствием площади для расширения аэропорта Бахаревка. 15 февраля 1965 года на базе военного аэродрома был официально открыт новый аэропорт союзных линий — Большое Савино. Аэродром был включён в перечень перечень аэродромов совместного базирования.
Первым рейсом из аэропорта Большое Савино стал перелёт самолёта Ил-18 по маршруту Свердловск — Пермь — Москва и обратно. В ноябре 1965 года было закончено строительство перрона и стоянок воздушных судов. 16 февраля 1967 года сдано в эксплуатацию здание аэровокзала, который снесли в октябре 2024 года.
В 1993 году аэропорт Большое Савино получил статус международного.
В 2002—2003 годах НПО «Космос» провело реконструкцию взлётно-посадочной полосы — её длина была увеличена с 2500 до 3200 метров, что позволило аэропорту принимать воздушные суда всех типов, без ограничений.
С момента открытия аэропорта и до конца 2006 года основной объём пассажирских перевозок осуществляло ФГУП «Пермские авиалинии» (до 1992 года — Пермский авиаотряд Уральского управления гражданской авиации). В 1997 году начала полёты авиакомпания Lufthansa, с лета 2000 года — авиакомпания «Аэрофлот-Российские авиалинии».
30 ноября 2017 года был открыт новый терминал аэропорта. Общая площадь нового терминала составляет почти 30 тыс. м², он позволяет обслуживать до 2 млн пассажиров в год с пропускной способностью в часы пик 904 человека. Новый терминал может принимать до 9 самолетов одновременно, оснащён тремя переходными галереями, пятью телетрапами, в нём расположено 20 стоек регистрации и 4 линии багажа. Обслуживание международных рейсов в новом терминале началось с 30 апреля 2018 года.

## Техническая характеристика
Аэропорт имеет одну искусственную взлётно-посадочную полосу (ИВПП) класса Б. Размеры ВПП составляют 3204×49 метров, толщина армобетона 23 см, что позволяет принимать такие воздушные суда, как Ан-124. Классификационное число покрытия ВПП — PCN 55/R/С/W/T, светосистема — Siemens, ОВИ-1. Магнитные курсы взлёта/посадки — 211° (ВПП-21) и 31° (ВПП-03). Магнитное склонение места — +15°. Площадь перрона для стоянки воздушных судов — 31 200 м².
В составе средств радиотехнического обеспечения полётов имеется вся современная аппаратура. Используется комплекс средств автоматизации управления воздушным движением (КСА УВД) «Альфа». Работают системы VOR/DME, ILS.
Действует трубопровод для транспортировки авиационного керосина с нефтеперерабатывающего предприятия «Лукойл». Возможна любая заправка любых типов воздушных судов авиационным топливом. Предоставляются такие типы топлива, как: TC-1, PT/ МC-8П, СМ-4.5., TS-1, RT (equivalent Jet A-1)/MS-8P, SM-4.5.
Аэропорт «Пермь» имеет грузовой терминал мощностью до 10 000 тонн, склады временного хранения, осуществляет таможенное оформление. Грузовой терминал оснащён оборудованием для наземной обработки груза: автомобилями для перевозки грузов, дизельными погрузчиками, электронными и механическими весами, пневмотележками, досмотровым оборудованием, системой радиационного контроля. Пропускная способность действующих складских помещений составляет 45 тонн в сутки или 17 тысяч тонн в год.

## Пассажиропоток
С 2010 года наблюдается рост пассажиропотока, за исключением 2015 и 2016 годов, когда был зафиксирован небольшой спад (2,3 %) пассажиропотока на фоне общероссийской тенденции из-за запрета полётов на многие популярные в России курорты, такие как Египет и Турция, а также сложной экономической обстановки, 2020 года — из-за пандемии коронавируса и 2022 года. Минимум за постсоветскую историю пассажиропоток был зафиксирован в 2001 году — 214 тыс. пассажиров и всего 434 тонны грузов.
В 2023 году были перевезены рекордные за всю историю аэропорта 1 992 852 пассажира. На внутрироссийские направления пришлось около 90 % пассажиропотока (1 795 489 чел.). В качестве транзитного хаба аэропорт Большое Савино выбрали в 2023 году более 8 тысяч пассажиров. Существенный прирост числа пассажиров в 2023 году на внутрироссийских линиях продемонстрировали рейсы в Махачкалу, Мурманск, Владикавказ, Минеральные Воды и Калининград. Значительное увеличение пассажиропотока на международных направлениях отмечено на рейсах в Ереван, Шарм-эль-шейх и Пхукет.
Данные из запроса в Викиданные.
|                                   | 2006  | 2007  | 2008  | 2009  | 2010   | 2011  | 2012  | 2013  | 2014  | 2015  | 2016  | 2017  | 2018  | 2019  | 2020  | 2021  | 2022  | 2023  |
| --------------------------------- | ----- | ----- | ----- | ----- | ------ | ----- | ----- | ----- | ----- | ----- | ----- | ----- | ----- | ----- | ----- | ----- | ----- | ----- |
| Пассажиропоток, тыс. чел.         | ↗371  | ↗542  | ↗686  | ↘572  | ↗749,5 | ↗875  | ↗994  | ↗1151 | ↗1319 | ↘1288 | ↘1124 | ↗1338 | ↗1520 | ↗1647 | ↘1118 | ↗1928 | ↘1744 | ↗1993 |
| Количество операций взлёт-посадка | ↗4856 | ↗5667 | ↗6071 | ↗9922 | ↘5124  | ↗6487 | ↗6742 | ↗8363 | ↗9635 | ↘8155 | ↘7361 | ↗7461 |       |       |       |       | ↘7420 |       |
| Груз, тонн                        |       |       |       |       |        |       |       |       |       |       |       |       | 2050  |       |       |       |       |       |

## Маршрутная сеть

Airbus A319-114 авиакомпании S7 Airlines в аэропорту Перми

В 2023 году аэропорт Большое Савино обеспечивал перелёты в 26 городов России и по 12 зарубежным маршрутам. Появились рейсы в Ярославль, возобновлены полёты в Нижний Новгород и Когалым. На зарубежных направлениях впервые в новейшей истории были выполнены рейсы в Минск, восстановлено авиасообщение с Баку.

## Базовая авиакомпания
Пермские авиалинии, которые долгие годы являлись базовой авиакомпанией в Перми, не осуществляют летную деятельность с 2009 года. С 2013 года предприятие сменило своё имя на «Международный аэропорт „Пермь“» и реорганизовано в акционерное общество.
Летом 2013 года в рамках соглашения между Пермским краем и Аэрофлотом региональное представительство авиакомпании было преобразовано в филиал, на баланс которого предполагалось поставить не менее четырёх авиалайнеров и производить их техобслуживание на базе пермского аэропорта. Срок действия договора — до 31 декабря 2018 года. Авиакомпании была предоставлена льгота по налогу на имущество — 0 % первые три года, 0,6 % — следующие три года и затем 1,1 %. Осенью 2013 года авиакомпания «Аэрофлот» перевела на баланс своего филиала в Пермском крае четыре самолёта Sukhoi SuperJet 100 (SSJ-100).
В июне 2021 года Red Wings и правительство Пермского края подписали соглашение, по которому перевозчик откроет в Перми свой филиал, а в аэропорту Большое Савино — центр по обслуживанию воздушных судов. При этом представители Red Wings объявили о намерении сделать пермский аэропорт базовым. Red Wings выполняет полеты из Перми в шесть городов: Волгоград, Калининград, Краснодар, Махачкалу, Мурманск и Уфу. Все эти направления, отмечают в минтрансе, субсидируются из федерального и регионального бюджета. 25 января в Пермь прибыл первый базовый самолёт типа Sukhoi SuperJet 100 (SSJ-100). Регистрационный номер — RA-89143. Самолет рассчитан на 100 пассажиров, компоновка кресел — пять в ряд. По планам авиакомпании, в Большом Савино будет базироваться до трех самолетов. Red Wings намерена также открыть в Перми полноценный филиал.
Также в аэропорту Перми базируется вертолётная авиакомпания «Геликс».

## Происшествия
Крупнейшим авиационным происшествием на территории города Перми является катастрофа рейса SU821 авиакомпании Аэрофлот-Норд, которая произошла 14 сентября 2008 года в 05:09 (UTC+6). В результате падения на землю и полного разрушения самолёта погибли 88 человек — 82 пассажира и 6 членов экипажа.
Прочие авиационные происшествия:
- 27 июля 2006 года при взлёте разбился МиГ-29УБ пилотажной группы «Стрижи». Пилоты катапультировались, один из них получил перелом голени[39].
- 20 сентября 2007 года 15-летний житель села Частые Андрей Щербаков незаконно проник на территорию аэропорта и, укрывшись в гондоле шасси лайнера Ту-154М компании «Атлант-Союз», совершил перелёт по маршруту Пермь — Москва. Подросток получил обморожения[40].
- 29 ноября 2009 года выполняя полет по маршруту Йошкар-Ола — Омск — Новокузнецк, самолёт С-182ТД (Cessna 182Q) с бортовым знаком RA-1018G запросил аварийную посадку в аэропорту Большое Савино в связи с отказом двигателя, но не дотянул до аэропорта несколько километров и совершил жесткую посадку вблизи Пермского порохового завода. Пилот и два пассажира получили травмы, один пассажир позже скончался в больнице[41].
- 19 ноября 2010 года взлетевший с аэродрома без боевой нагрузки МиГ-31, предположительно из-за технической неисправности, вошёл в штопор и разбился в 13:06 в 60 км к северо-востоку от места взлёта (Чусовской округ). Экипаж катапультировался[42][43].
- 6 сентября 2011 года в 06:52, через 4 минуты после взлёта с аэродрома Сокол, потерпел крушение истребитель МиГ-31. Погибли оба пилота[44][45].

## Международный конфликт
В 2005 году аэропорт Перми отказался дать разрешение на взлёт военному борту США, на котором летела официальная делегация Конгресса США, требуя уплаты значительного посадочного сбора. По мнению посольства США с официальных делегаций сбор не взимался. Для разрешения конфликта послу США Уильяму Бернсу пришлось обращаться к первому заместителю российского МИДа.

## Обслуживание пассажиров
Из аэропорта Большое Савино до Перми можно добраться на пригородном автобусе маршрута № 108, который следует до центрального автовокзала. До Березников и Усолья ходит междугородный автобус «Аэробас».
Парковка для автотранспорта у нового терминала разделена на три зоны:
- P1 — длительная парковка (до 10 минут бесплатно, далее — посуточная оплата);
- P2 — краткосрочная парковка (до 15 минут бесплатно, далее — почасовая оплата);
- P3 — служебная парковка.

Рядом со старым терминалом расположен трёхзвёздочный отель «Полёт» на 60 номеров различных категорий и бесплатная парковка.
В аэропорту распространяется ежемесячный бесплатный журнал «Аэропорт Пермь».